# Urafstemning
Urafstemning er en afstemning hvor alle i en gruppe stemmer ved direkte valg og ikke gennem repræsentanter.
Urafstemning bruges blandt andet ved afstemning om faglige overenskomster, efter forhandlerne har færdiggjort forhandlingerne.
| Politik | Spire Denne artikel om politik og ideologi er en spire som bør udbygges. Du er velkommen til at hjælpe Wikipedia ved at udvide den. |